# Sophida Kanchanarin
Sophida Jiratritarn (Tiếng Thái:โศภิดา จิระไตรธาร, tên gọi: Ning (Tiếng Thái: นิ้ง); sinh năm 1995) là hoa hậu và chủ ngân hàng người Thái Lan đã giành chiến thắng Hoa hậu Hoàn vũ Thái Lan 2018 và đại diện cho Thái Lan tại cuộc thi Hoa hậu Hoàn vũ 2018 ở Bangkok, Thái Lan.

## Tiểu sử
Cô được sinh ra trong một hộ gia đình Người Hoa gốc Thái ở Bangkok. Cha cô là một bác sĩ tại Bệnh viện Phramongkutklao. Khi lớn, cô được đi du lịch nước ngoài để học thêm, và tốt nghiệp sau khi học chuyên ngành tài chính, với bằng Quản trị Kinh doanh của Đại học Nevada, Las Vegas.
Sau khi trở về Thái Lan, cô trở thành giám đốc ngân hàng đầu tư tại TMB Bank.
Vào tháng 7 năm 2019, cô kết hôn với Trinupab Jiratritarn tại khách sạn Plaza Athenee Bangkok ở Thái Lan. Vào ngày 2 tháng 4 năm 2020, Jiratritarn đã hạ sinh.

## Hoa hậu Hoàn vũ Thái Lan 2018
Sophida đã giành được danh hiệu Hoa hậu Hoàn vũ Thái Lan 2018 vào thứ Bảy, ngày 30 tháng 6 năm 2018,  thay thế Maria Poonlertlarp Hoa hậu Hoàn vũ Thái Lan 2017. Đáng chú ý, Hoa hậu Hoàn vũ Thái Lan là cuộc thi duy nhất mà cô từng tham gia.

## Hoa hậu Hoàn vũ 2018
Sophida đại diện cho Thái Lan tại cuộc thi Hoa hậu Hoàn vũ 2018 tại Bangkok, Thái Lan. Cô đã lọt vào top 10 chung cuộc.